# Jorlooguiin Bayanmönj
Jorlooguiin Bayanmönj (Uvs, Mongolia, 22 de febrero de 1944) es un deportista mongol retirado especialista en lucha libre olímpica donde llegó a ser subcampeón  olímpico en Múnich 1972.

## Carrera deportiva
En los Juegos Olímpicos de 1972 celebrados en Múnich ganó la medalla de plata en lucha libre olímpica de pesos de hasta 100 kg, tras el luchador soviético Ivan Yarygin (oro) y por delante del húngaro József Csatári (bronce).